# Hrabušice
Hrabušice (allemand : Kalbsdorf) est un village de Slovaquie situé dans la région de Košice.

## Histoire
Première mention écrite du village en 1279.

## Démographie

### Évolution de la population
| Année:               | 1994. | 2004.    | 2014.   | 2024.   |
| -------------------- | ----- | -------- | ------- | ------- |
| Nombre de personnes: | 2018  | 2249     | 2436    | 2602    |
| Différence:          |       | +11,44 % | +8,31 % | +6,81 % |

| Année:               | 2023. | 2024.   |
| -------------------- | ----- | ------- |
| Nombre de personnes: | 2585  | 2602    |
| Différence:          |       | +0,65 % |